# Plesiadapis
Plesiadapis es un género extinto de mamíferos plesiadapiformes que vivió en el Paleoceno-Eoceno, hace unos 55-58 millones de años en Europa y Norteamérica. Su aspecto era similar al de una ardilla, con las que no guardan ninguna relación. 
Plesiadapis tenía todavía garras y los ojos situados lateralmente, lo que lo hacía más rápido en tierra que en los árboles; no obstante, pasaría mucho tiempo en las ramas bajas, alimentándose de fruta y hojas.